# Spermacoce breviflora
Spermacoce breviflora là một loài thực vật có hoa trong họ Thiến thảo. Loài này được F.Muell. ex Benth. miêu tả khoa học đầu tiên năm 1867.